# Наташа Реньє
Наташа Реньє (фр. Natacha Régnier; нар. 11 квітня 1974, Іксель, Бельгія) — бельгійська акторка кіно та телебачення; проживає у Франції.

## Життєпис
Наташа Реньє народилася 11 квітня 1974 в Ікселі (Брюссельський столичний регіон, Бельгія). Її батько — діяч шоу-бізнесу, мати — психолог. Наташа виросла у Брюсселі, де закінчила Коледж Святого Петра (фр. Collège Saint-Pierre, (Uccle)), навчалася у Вищій національній школі театрального мистецтва і засобів комунікації (INSAS), а також театральній студії «l'Equilibre». Після закінчення переїхала до Парижа, де працювала на телебаченні.
Наташа Реньє дебютувала в кіно, знявшись у короткометражці Стефана Карп'ю «Дівчина на мотоциклі» (1993). Першу велику кінороль зіграла у фільмі Паскаля Боніцера «Ще» (1996). За виконання ролі Марії у фільмі Еріка Зонка «Уявне життя ангелів» (1998) Наташа була відзначена призом 51-го Каннського міжнародного кінофестивалю за найкращу жіночу роль (разом з Елоді Буше) та отримала найвищу французьку національну кінопремію «Сезар» у категорії Найперспективніша акторка і Приз Європейської кіноакадемії як найкраща акторка року.
У 1999 акторка знялася у фільмі режисера Франсуа Озона «Кримінальні коханці». Працювала також з такими режисерами, як Анн Фонтен («Як я убив свого батька», 2001), Еммануель Бурдьє («Зелений рай», 2003, «Покляті дружби», 2006 та «Вторгнення», 2008), Шанталь Акерман («Завтра переїжджаємо», 2004), Люка Бельво («Аргумент найслабкішого», 2006 та «38 свідків», 2012), Коста-Гаврас («Капітал», 2012), Мішель Ґондрі («Піна днів», 2013) та ін.
Окрім роботи в кіно, Наташа Реньє знімається на телебаченні, грає в театрі, виступає як співачка.

## Особисте життя
Наташа Реньє була одружена з французьким музикантом Яном Тірсеном, з яким наразі розлучена. У них є донька.

## Фільмографія (вибіркова)
| Рік       |    | Українська назва                  | Оригінальна назва                                      | Роль                                 |
| --------- | -- | --------------------------------- | ------------------------------------------------------ | ------------------------------------ |
| 1992—2005 | с  | Кордьє — варта порядку            | Les Cordier, juge et flic                              | Сесіль                               |
| 1993      | кф | Дівчина на мотоциклі              | The Motorcycle Girl                                    | Зое                                  |
| 1995      | тф |                                   | Ange Espérandieu                                       | Аурелія                              |
| 1995      | ф  | Скажи мені «Так»                  | Dis-moi oui...                                         | Софі                                 |
| 1995      | тф | Гніздо, покинуте птахом           | Le nid tombé de l'oiseau                               | Жулі                                 |
| 1996      | тф | Битва бажань                      | Un monde meilleur                                      | Анна                                 |
| 1996      | тф | Молодша сестра                    | Petite soeur                                           | Вероніка Ботеллі                     |
| 1996      | ф  |                                   | Calino Maneige                                         | Une amie                             |
| 1996      | ф  | Ще                                | Encore                                                 | Катрін                               |
| 1996      | с  | Кохання має бути придумане наново | L'@mour est à réinventer                               | Валерія                              |
| 1998      | ф  | Уявне життя ангелів               | La Vie rêvée des anges                                 | Марі Тома                            |
| 1998      | кф | Гарлем                            | Harlem                                                 |                                      |
| 1999      | ф  | Час для любові                    | Il tempo dell'amore                                    | Клер                                 |
| 1999      | ф  | Кримінальні коханці               | Les amants criminels                                   | Аліса                                |
| 2000      | ф  | Усе гаразд, йдемо геть            | Tout va bien, on s'en va                               | Клер                                 |
| 2001      | ф  | Як я убив свого батька            | Comment j'ai tué mon père                              | Іза                                  |
| 2001      | ф  | Татова донька                     | La fille de son père                                   | Анна                                 |
| 2003      | ф  | Зелений рай                       | Vert paradis                                           | Ізабель                              |
| 2004      | ф  | Завтра переїжджаємо               | Demain on déménage                                     | вагітна жінка                        |
| 2004      | ф  | Не робіть цього                   | Ne fais pas ça!                                        | Ніколь                               |
| 2004      | ф  | Тиша                              | Le silence                                             | Маріанна                             |
| 2004      | ф  | Міст мистецтв                     | Le pont des Arts                                       | Сара Дакрюн                          |
| 2005      | ф  | Дволикість                        | Trouble                                                | Клер                                 |
| 2005      | тф | Кармен                            | Carmen                                                 | Міріам                               |
| 2005      | ф  | Дон Кіхот або пригоди гнівливою   | Don Quichotte ou Les mésaventures d'un homme en colère | журналістка                          |
| 2005      | ф  | Скриня предків                    |                                                        | Ізабелла                             |
| 2006      | тф | Бандит Гаспар                     | Gaspard le bandit                                      | Анн де Мур'єр                        |
| 2006      | ф  | Прокляті дружби                   | Les amitiés maléfiques                                 | Маргарита                            |
| 2006      | ф  | Аргумент найслабкішого            | La raison du plus faible                               | Кароль                               |
| 2007      | ф  | Коробки                           | Boxes                                                  | Фанні                                |
| 2007      | ф  | Один день                         | 1 Journée                                              | Петра                                |
| 2008      | ф  | Вторгнення                        | Intrusions                                             | Полін де Саші                        |
| 2009      | ф  | Магма                             | Magma                                                  | Крістін Невілль                      |
| 2010      | ф  | Аеропорт Орлі                     | Orly                                                   | Жульєтта                             |
| 2010      | тф | Це була Марія-Антуанетта          | C'était Marie-Antoinette                               | Марія-Антуанетта                     |
| 2010      | ф  | Безвихідь бажання                 | Impasse du désir                                       | Кароль Блок                          |
| 2011      | ф  | Здобич                            | La proie                                               | Крістін Морель                       |
| 2011      | тф | Хто посіє вітер                   | Qui sème le vent...                                    | Елен Моранж                          |
| 2012      | ф  | 38 свідків                        | 38 témoins                                             | Анна                                 |
| 2012      | ф  | Капітал                           | Le capital                                             | Діана Турней                         |
| 2012      | ф  | Уранішня зірка                    | L'étoile du jour                                       | Анжель                               |
| 2012      | тф | Я убив заради тебе                | Pour toi, j'ai tué                                     | Ізабелла Файє                        |
| 2013      | ф  | Піна днів                         | L'écume des jours                                      | продавчиня засобів правового захисту |
| 2013      | с  | Фалько                            | Falco                                                  | Крістін Мало                         |
| 2013      | ф  | Домашнє життя                     | La vie domestique                                      | Маріанна                             |
| 2015      | тф | Жовтий Ірис                       | Jaune Iris                                             | Катя                                 |
| 2016      | ф  | Син Йосипа                        | Le fils de Joseph                                      | Марі                                 |
| 2017      | ф  | Убивці                            | Tueurs                                                 | суддя Веронік Піротт                 |
| 2017      | ф  | Частина тіні                      | Une Part d'ombre                                       | Жулі                                 |

## Визнання
| Рік                                             | Категорія/Нагорода                   | Фільм                                    | Результат | Результат |
| ----------------------------------------------- | ------------------------------------ | ---------------------------------------- | --------- | --------- |
| Фестиваль «Актори екрану»                       |                                      |                                          |           |           |
| 1997                                            | Приз Мішеля Симона найкращій акторці | Encore                                   | Номінація |           |
| Каннський міжнародний кінофестиваль             |                                      |                                          |           |           |
| 1998                                            | Приз за найкращу жіночу роль         | Уявне життя ангелів (разом з Елоді Буше) | Перемога  | [ 3 ]     |
| Премія Європейської кіноакадемія                |                                      |                                          |           |           |
| 1998                                            | Найкраща акторка                     | Уявне життя ангелів                      | Перемога  |           |
| Премія Сезар                                    |                                      |                                          |           |           |
| 1999                                            | Найперспективніша акторка            | Уявне життя ангелів                      | Перемога  |           |
| Золота зірка кіно                               |                                      |                                          |           |           |
| 1999                                            | Найкраща акторка-новачок             | Уявне життя ангелів                      | Перемога  |           |
| Міжнародний тиждень фантастичного кіно в Малазі |                                      |                                          |           |           |
| 2000                                            | Найкраща акторка                     | Кримінальні коханці                      | Перемога  |           |
| Премія «Магрітт»                                |                                      |                                          |           |           |
| 2013                                            | Найкраща акторка другого плану       | 38 свідків                               | Номінація |           |
| 2019                                            | Найкраща акторка                     | Частина тіні                             | Номінація |           |